# Nasa kuelapensis
Nasa kuelapensis är en brännreveväxtart som beskrevs av Weigend. Nasa kuelapensis ingår i släktet färgkronor, och familjen brännreveväxter. Inga underarter finns listade i Catalogue of Life.